# ヘマトクリット値
ヘマトクリット値（ヘマトクリットち）は、血液（ヘマト）中に占める赤血球の体積の割合を示す数値。貧血検査などに利用される。全ての血液100ml中の赤血球容積の割合を%で表現している。
成人男性で40-50%（平均45%）、成人女性で35-45%（平均40%）程度が正常値であるとされる。生後間もない頃は成人時の値よりも高い値を示し、15才頃になると成人の値に近づいてくる。臨床検査などでは、HtまたはHct等の略号で表されることが多い。

## 測定法
ミクロヘマトクリット法
（原理）内径1.1 - 1.2mm、長さ75mmのガラス製毛細管に少量の血液を入れ、一部をパテで封じ専用のヘマトクリット遠心器（高速遠心機/11,000 - 12,000rpm）で分離し、遠心力によって血液が一定体積に詰め込まれた時の値を専用の読み取り器（ヘマトクリット計測器）で読む。

## 異常値

### 正常値よりも低い場合
- 貧血の疑いがある。
- 何らかの原因で赤血球の数が低下、もしくは赤血球の大きさが小さくなってしまった。
- 妊娠中である。

### 正常値よりも高い場合
- 赤血球増多症の疑いがある。
- 嘔吐や下痢、発汗などによって脱水症状に陥っている。
- 何らかの原因で赤血球の形状が異状をきたしている。
- 白血球数が極端に多い（値が不正確になる）。
- ストレス性多血症[3]。ストレスにより多血になり、ストレスから解放されると正常値になることが多い[3]。

## スポーツ界のドーピング問題

### 自転車ロード・レース
持久力を必要とされる競技、特に自転車ロード・レースにおいては、血液中の酸素量が重要とされている。
そのため、酸素を運ぶ赤血球量が多くなることが競技において有利となり、長期間に連続したレースを行うステージ・レース、特に23日間に渡って21のステージを走り、3000km程度を走破するツール・ド・フランスなどのレースでは大きな意味をもつ。
1990年代頃から、本来は貧血などの治療に使うためのEPO（エリスロポエチン）がヘマトクリット値を上げるための手段となり、プロの選手間に蔓延し始めた。当時は体内で生成されたものと、人工的に合成されたものとを区別する検査手段がなく、国際自転車競技連合（UCI）は暫定的にEPOを摂取することで上昇するヘマクリット値が50％を超えた場合にあくまでも「選手の健康を守る為（後述の健康被害を防ぐと同時に、身体的特性として平常時のヘマトクリット値が50％に迫り、検査時の状況次第で50％を超える選手もいることから、基準を超えたとしても一概にドーピングであるとは言えない為）」に出場停止とした。選手間ではこれを逆手に取って「ヘマトクリット値を50％までならEPOで上げてよい」と解釈され、常用に歯止めが掛からなかった。
このEPOによるドーピングにおいては、通常のヘマトクリット値が少ない選手ほどドーピングの効果が上がるため、元から40％以上の値がある選手と30％台の選手では大きな違いが出た。
また、ドーピングの発覚を防ぐために普段からEPOを常用し、ヘマトクリット値を常に高くし、そういう体質だと見せかけることが常態となった。これは同時に血液の酸素量が多いためにトレーニングの強度を上げられる効果もあった。しかし血液がドロドロになるために、健康には大きな問題となる。選手によっては、夜中にも常に定期的に起きて軽い運動を行い、血液の循環を促していた。実際にこのEPOの濫用が原因で死亡したと思われる選手も存在する。
1998年のツール・ド・フランスにおいては、有力チームの一つ「フェスティナ」のチーム・カーに大量のEPOが積まれていることが摘発され、自転車界を揺るがす大事件（フェスティナ事件）になった。
しかし2000年代に入ってEPOの検査方法が確立してくると、レース中のドーピングは自己血輸血が中心となり、EPOは主に通常時のトレーニングに補助的に使われるようになった。この自己輸血については、2006年に比較的ドーピングに緩かったスペインでの大摘発があり（オペラシオン・プエルト）、当時のトップ選手が多数関与していることが疑われた。
2010年代に入ると、1999年代後半から2000年代において保存されていた検査血液から、新たな方法による検査で実際にはEPOが使用されていたことが次々に見つかり、多くの選手がドーピングを告白し、引退や出場停止に追い込まれた。
ツール・ド・フランス七連覇のランス・アームストロングも、チームぐるみでこのEPOを使用していたと告白する羽目になり、全てのタイトルが剥奪された。
EPOは長時間負荷を必要とするレースにおいて効果があるとされており、レースの終盤でのみ力を爆発させる短距離走者や、1日だけのレースを主戦場とする選手たちには比較的効果が薄いとされている。